# لئوبندورف
لئوبندورف (به آلمانی: Leobendorf) یک منطقهٔ مسکونی در اتریش است که در ناحیه کورنویبورگ واقع شده‌است. لئوبندورف ۴٬۲۸۴ نفر جمعیت دارد.